# Sam Oomen
Sam Oomen (født 15. august 1995 i Tilburg) er en cykelrytter fra Holland, der er på kontrakt hos Lidl-Trek.